# Oligo-hidrâmnio
Oligohidrâmnio é uma anormalidade no desenvolvimento gestacional que se caracteriza pela baixa produção de líquido amniótico. Na maioria dos casos, é causada por fluxo sanguíneo deficiente na placenta, mas pode ser consequência da redução do fluxo de urina para o líquido amniótico, como consequência da ausência de formação dos rins ou por obstrução do trato urinário. Além dessas, pode ter como causa a ruptura prematura da membrana amniocoriônica.

## Complicações
A deficiência do líquido amniótico pode causar hipoplasia pulmonar (pulmão pouco desenvolvido), defeitos faciais e dos membros, como consequência da compressão do feto pelo útero.